# Campeonato Mundial de Halterofilismo de 2023 - Até 81 kg masculino
A categoria até 81 kg masculino foi um evento do Campeonato Mundial de Halterofilismo de 2023, disputado em Riade, na Arábia Saudita, nos dias 10 e 11 de setembro de 2023.

## Calendário
Horário local (UTC+3)
| Dia            | Horário | Fase    |
| -------------- | ------- | ------- |
| 10 de setembro | 14:00   | Grupo C |
| 11 de setembro | 11:30   | Grupo B |
| 11 de setembro | 16:30   | Grupo A |

## Medalhistas
| Evento    | Ouro                             | Ouro   | Prata                       | Prata  | Bronze                           | Bronze |
| --------- | -------------------------------- | ------ | --------------------------- | ------ | -------------------------------- | ------ |
| Arranque  | Mukhammadkodir Toshtemirov (UZB) | 164 kg | Oscar Reyes (ITA)           | 163 kg | Rafik Harutyunyan (ARM)          | 162 kg |
| Arremesso | Rahmat Erwin Abdullah (INA)      | 209 kg | Bozhidar Andreev (BUL)      | 195 kg | Gaýgysyz Töräýew (TKM)           | 193 kg |
| Total     | Oscar Reyes (ITA)                | 356 kg | Rahmat Erwin Abdullah (INA) | 354 kg | Mukhammadkodir Toshtemirov (UZB) | 352 kg |

## Recordes
Antes desta competição, o recorde mundial da prova era o seguinte:
| Recorde         | Tipo      | Atleta             | Peso   | Local     | Data                   |
| Recorde Mundial | Arranque  | Li Dayin (CHN)     | 175 kg | Tasquente | 21 de abril de 2021    |
| Recorde Mundial | Arremesso | Karlos Nasar (BUL) | 208 kg | Tasquente | 12 de dezembro de 2021 |
| Recorde Mundial | Total     | Lü Xiaojun (CHN)   | 378 kg | Pattaya   | 22 de setembro de 2021 |

Os seguintes novos recordes foram estabelecidos durante esta competição.
| Arremesso | 209 kg | Rahmat Erwin Abdullah (INA) | Recorde mundial |

## Resultado
Os resultados foram os seguintes.
| Pos.              | Atleta                           | Grupo | Arranque (kg) | Arranque (kg) | Arranque (kg) | Arranque (kg)     | Arremesso (kg) | Arremesso (kg) | Arremesso (kg) | Arremesso (kg)    | Total      |
| Pos.              | Atleta                           | Grupo | 1             | 2             | 3             | Resultado         | 1              | 2              | 3              | Resultado         | Total      |
| ----------------- | -------------------------------- | ----- | ------------- | ------------- | ------------- | ----------------- | -------------- | -------------- | -------------- | ----------------- | ---------- |
| Medalha de ouro   | Oscar Reyes (ITA)                | A     | 156           | 161           | 163           | Medalha de prata  | 192            | 193            | 193            | 4                 | 356        |
| Medalha de prata  | Rahmat Erwin Abdullah (INA)      | B     | 145           | —             | —             | 14                | 190            | 200            | 209            | Medalha de ouro   | 354        |
| Medalha de bronze | Mukhammadkodir Toshtemirov (UZB) | A     | 157           | 161           | 164           | Medalha de ouro   | 188            | 191            | 191            | 6                 | 352        |
| 4                 | Bozhidar Andreev (BUL)           | A     | 154           | 158           | 159           | 6                 | 190            | 195            | 195            | Medalha de prata  | 349        |
| 5                 | Yelaman Seitkazy (KAZ)           | A     | 150           | 154           | 154           | 7                 | 182            | 187            | 191            | 5                 | 345        |
| 6                 | Gaýgysyz Töräýew (TKM)           | A     | 145           | 148           | 150           | 11                | 183            | 188            | 193            | Medalha de bronze | 343        |
| 7                 | Erkand Qerimaj (ALB)             | A     | 153           | 156           | 156           | 5                 | 182            | 182            | 182            | 8                 | 338        |
| 8                 | Briken Calja (ALB)               | B     | 150           | 150           | 154           | 10                | 182            | 187            | 191            | 7                 | 337        |
| 9                 | Petr Mareček (CZE)               | B     | 143           | 146           | 151           | 9                 | 173            | 177            | 179            | 9                 | 330        |
| 10                | Alberto Fernández (ESP)          | B     | 148           | 155           | 155           | 12                | 170            | 175            | 175            | 15                | 323        |
| 11                | Sebastián Cabala (SVK)           | B     | 143           | 146           | 146           | 13                | 172            | 175            | 175            | 16                | 321        |
| 12                | Javier González (ESP)            | B     | 140           | 145           | 145           | 15                | 165            | 170            | 175            | 14                | 320        |
| 13                | Mahmoud Al-Humayd (KSA)          | B     | 140           | 140           | 144           | 16                | 165            | 174            | 177            | 17                | 318        |
| 14                | Chris Murray (GBR)               | B     | 138           | 142           | 145           | 18                | 171            | 177            | 182            | 12                | 319        |
| 15                | Maksat Meredow (TKM)             | B     | 135           | 141           | 145           | 19                | 171            | 178            | 181            | 10                | 319        |
| 16                | Samuel Guertin (CAN)             | C     | 140           | 140           | 145           | 20                | 170            | 177            | 177            | 11                | 317        |
| 17                | Darvin Castro (VEN)              | B     | 142           | 146           | 146           | 17                | 175            | 178            | 179            | 13                | 317        |
| 18                | Ruben Katoatau (KIR)             | C     | 128           | 132           | 136           | 22                | 166            | 172            | 177            | 18                | 308        |
| 19                | Žilvinas Žilinskas (LTU)         | C     | 133           | 137           | 140           | 21                | 160            | 166            | 171            | 19                | 306        |
| 20                | Jeremie Ngouanom Nzali (CMR)     | C     | 128           | 132           | 135           | 23                | 162            | 162            | 166            | 20                | 301        |
| 21                | Bikash Bhatt (NEP)               | C     | 115           | 124           | 128           | 24                | 141            | 148            | —              | 21                | 272        |
| 22                | Omarie Mears (JAM)               | C     | 117           | 121           | 123           | 25                | 142            | 146            | 150            | 24                | 267        |
| 23                | Anthony Libasia Masinde (KEN)    | C     | 111           | 116           | 122           | 26                | 141            | 146            | 147            | 22                | 263        |
| 24                | Md Shohag Mia (BAN)              | C     | 105           | 105           | 111           | 28                | 140            | 146            | 150            | 23                | 257        |
| 25                | Sood Al-Mutairi (KUW)            | C     | 100           | 110           | 115           | 27                | 120            | —              | —              | 25                | 235        |
| —                 | Andrés Caicedo (COL)             | A     | 150           | 155           | 158           | 4                 | 192            | 193            | 194            | —                 | —          |
| —                 | Rafik Harutyunyan (ARM)          | A     | 155           | 160           | 162           | Medalha de bronze | 190            | 190            | 193            | —                 | —          |
| —                 | Hossein Soltani (IRI)            | A     | 152           | 153           | 159           | 8                 | 186            | 187            | 188            | —                 | —          |
| —                 | Shi Zhiyong (CHN)                | C     | —             | —             | —             | —                 | —              | —              | —              | —                 | —          |
| —                 | Denis Ulanov (KAZ)               | B     | Não largou    | Não largou    | Não largou    | Não largou        | Não largou     | Não largou     | Não largou     | Não largou        | Não largou |
| —                 | Kalilu Bangura (SLE)             | C     | Não largou    | Não largou    | Não largou    | Não largou        | Não largou     | Não largou     | Não largou     | Não largou        | Não largou |
| —                 | Adriel La O (WRT)                | C     | Não largou    | Não largou    | Não largou    | Não largou        | Não largou     | Não largou     | Não largou     | Não largou        | Não largou |